# دزد پاریسی
دزد پاریسی (به انگلیسی: The Thief of Paris) یک فیلم سینمایی جنایی فرانسوی به کارگردانی لویی مال محصول سال ۱۹۶۷ با بازی ژان-پل بلموندو در نقش یک سارق حرفه‌ای در پاریس‌است. این فیلم براساس کتابی به همین عنوان از ژرژ دارین ساخته شده‌است.